# Kisnyárád, Baranya
Kisnyárád (în germană Kschnaarad) este un sat în districtul Mohács, județul Baranya, Ungaria, având o populație de 199 de locuitori (2011).

## Demografie
Componența etnică a satului Kisnyárád
     Maghiari (59,33%)
     Germani (30,97%)
     Romi (9,7%)
Componența confesională a satului Kisnyárád
     Romano-catolici (52,26%)
     Fără religie (12,56%)
     Reformați (1,51%)
     Necunoscută (33,67%)
Conform recensământului din 2011, satul Kisnyárád avea 199 de locuitori. Din punct de vedere etnic, majoritatea locuitorilor (59,33%) erau maghiari, existând și minorități de germani (30,97%) și romi (9,7%).  Din punct de vedere confesional, majoritatea locuitorilor (52,26%) erau romano-catolici, existând și minorități de persoane fără religie (12,56%) și reformați (1,51%). Pentru 33,67% din locuitori nu este cunoscută apartenența confesională.